# Manteigas
Manteigas là một huyện thuộc tỉnh Guarda, Bồ Đào Nha. Huyện này có diện tích 105 km², dân số thời điểm năm 2001 là 4094 người.